# Cori Henry
Cori Henry, född den 9 december 1976, är en brittisk friidrottare som tävlar i kortdistanslöpning.
Henry har deltagit vid ett internationellt mästerskap, inomhus-VM 2003 i Birmingham. Där ingick han i det brittiska stafettlaget på 4 x 400 meter som slutade på tredje plats.

## Personligt rekord
- 200 meter - 20,98
- 400 meter - 46,50